# Heterotilapia buttikoferi
Heterotilapia buttikoferi, thường được gọi là cá rô phi vằn, là loài cá nước ngọt nhiệt đới duy nhất thuộc chi Heterotilapia trong họ Cá hoàng đế. Loài này được mô tả lần đầu tiên vào năm 1881.

## Phân bố và môi trường sống
H. buttikoferi được tìm thấy ở hạ lưu các con sông ven biển, trải dài từ Cộng hòa Guinea-Bissau đến phía tây Liberia. Loài này ưa môi trường nước có độ pH khoảng 6,5 - 7,0 và nhiệt độ khoảng 23 - 25 °C.
H. buttikoferi chỉ có mặt ở các con sông lớn với khu vực nhiều đá ngầm, không được tìm thấy trong các kênh lạch nhỏ hơn.

## Mô tả
H. buttikoferi trưởng thành dài khoảng 30 cm. Cơ thể của H. buttikoferi thường có màu vàng hoặc trắng với 8 sọc đen rộng hơn các sọc màu sáng xen kẽ. Sọc đầu tiên nằm ngay phần mắt, sau đó trải dài tới vây đuôi. Vây ngực trong suốt, các vây còn lại có màu tối và được viền màu sáng. Môi của cá có màu lam nhạt; phần xương hầu thấp và to; răng vòm họng mở rộng hơn so với răng bên.
Số ngạnh ở vây lưng: 13 - 15; Số vây tia mềm ở vây lưng: 14 - 16; Số ngạnh ở vây hậu môn: 3; Số vây tia mềm ở vây hậu môn: 10 - 11.
H. buttikoferi là loài ăn tạp, nhưng phần lớn khẩu phần của chúng là rong tảo. Cá bố và cá mẹ đều bảo vệ trứng và cá con. H. buttikoferi sinh sản quanh năm.